# VfL Germania 1894
Der am 26. August 1894 gegründete Frankfurter Fußball-Club Germania, der seit seiner Fusion mit dem VfL Sachsenhausen 03 im Juni 1933 als VfL Germania 1894 in Erscheinung tritt, ist der älteste Fußballverein in Frankfurt am Main. Aus seiner Keimzelle geht indirekt die heutige Bundesligamannschaft von Eintracht Frankfurt hervor. Ferner brachte der Übertritt einiger erfahrener Germania-Spieler zum 1899 gegründeten FSV Frankfurt auch diesen Verein schnell voran und machte aus den Bornheimern schon früh eine der besten Mannschaften der Stadt. Germania gilt somit als Keimzelle des Frankfurter Fußballs schlechthin.

## Geschichte

### Pionier des Frankfurter Fußballs
Mit seiner frühen Gründung als Fußballverein im Jahr 1894 nahm der FFC Germania eine Pionierrolle ein. Denn in den ersten fünf Jahren seines Bestehens gab es nur wenige Mannschaften, mit denen sich die Frankfurter Fußballenthusiasten unter Wettbewerbsbedingungen messen konnten. Zwei davon kamen aus dem in unmittelbarer Nachbarschaft zu Frankfurt gelegenen Hanau: der FC Hanau 93, ältester Fußballverein in Hessen, sowie Viktoria Hanau 1894. Alle anderen damals existierenden Vereine aus dem süddeutschen Raum waren außerhalb von Hessen beheimatet, was lange Wege erforderlich machte, um sich gegen andere Wettspielgegner wie den bereits 1891 gegründeten Karlsruher FV, den Freiburger FC oder den 1. FC Pforzheim zu messen.
Seiner Pionierrolle wurde der Verein auch insofern gerecht, als er – durch zwei seiner Vorstandsmitglieder – maßgeblich an der Gründung des Verbandes Süddeutscher Fußball-Vereine (VSFV) am 17. Oktober 1897 beteiligt war. Auch bei der Gründung des Deutschen Fußball-Bundes (DFB) am 28. Januar 1900 sowie des Frankfurter Association Bundes wirkten Vorstandsmitglieder der Germania mit.

### Keimzelle der Frankfurter Eintracht
Weil der Fußball schnell eine enorme Popularität errang und der Verein viele Mitstreiter hatte, die nicht oder ungenügend zum Einsatz kamen, gab es schon bald eine Reihe unzufriedener Mitglieder. Einige von diesen verließen die Germania und gründeten am 8. März 1899 mit dem Frankfurter Fußball-Club Victoria einen eigenen Verein. Noch im selben Jahr entstanden der Frankfurter Fußball-Club von 1899 und der Frankfurter Fußball-Club Kickers, an deren Gründung ebenfalls ehemalige Germania-Mitglieder beteiligt waren. Diese beiden Vereine fusionierten bereits 1900 zum Frankfurter Fußball-Club 1899 Kickers, aus dem 1904 der Fußballverein Kickers Frankfurt wurde. 1911 fusionierte dieser Verein mit dem FC Victoria Frankfurt (dem ehemaligen FFC Victoria) zum Frankfurter Fußballverein (Kickers-Victoria) von 1899. Aus der Fusion dieses Vereins mit der Frankfurter Turngemeinde 1861 im Jahr 1920 entstand schließlich Eintracht Frankfurt.

### Sportplätze der Germania

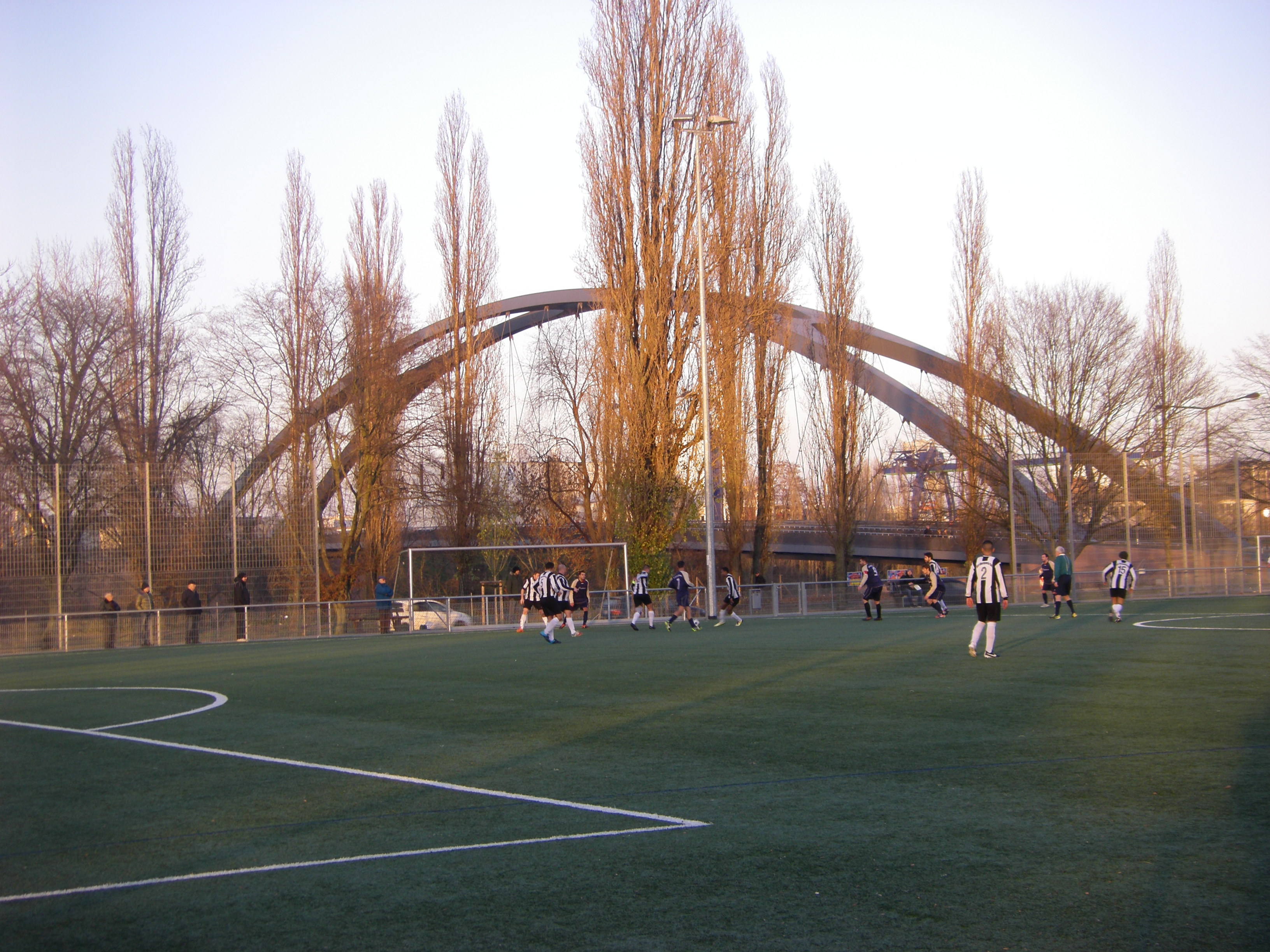
Sportanlage Mainwasen, die heutige Heimspielstätte der Germania, in Frankfurt-Sachsenhausen mit Blick auf die Osthafenbrücke.

Die Anfänge des Frankfurter Fußballs liegen auf der Hundswiese, einer ehemals begrünten Freifläche nahe der nordwestlichen Ecke der Kreuzung Eschersheimer Landstraße / Alleenring, an der heute die Miquelallee die Hansaallee kreuzt. Auf dieser Rasenfläche wurde seit etwa 1890 gekickt und dort trafen sich auch die ersten Mitstreiter der Germania. Ferner kickten hier die Mannschaften der Eintracht-Vorläufer Kickers und Victoria sowie des 1. Bockenheimer FC 1899, aus dem später die SG Rot-Weiß Frankfurt wurde.
Um endlich einen eigenen Platz zu bekommen, der dem ständig steigenden Zuschauerinteresse Rechnung trug, pachtete der Verein von der Stadt im Jahr 1906 ein Wiesengelände hinter der Hundswiese und errichtete dort in Eigenleistung den ersten umzäunten Fußballplatz in Frankfurt. Dieser befand sich an der Milchkuranstalt Taunusblick, Eschersheimer Landstraße 237. Dem Einweihungsspiel gegen den DFC Prag wohnten 3.000 zahlende Zuschauer bei. Doch die mühsam erschaffene Heimstätte sollte dem Verein schon wenige Jahre später wieder entzogen werden; denn die Stadt erklärte das Gelände bereits 1913 zum Wohnbaugebiet und kündigte den Pachtvertrag.
In dieser Notsituation profitierte der Verein von seiner engen Verbindung zum Frankfurter Turnverein (FTV) 1860, dem die Hockey-Abteilung des FFC Germania bereits im Vorjahr beigetreten war. Per 1. August 1913 trat nun auch der verbliebene Gesamtverein als Fußballabteilung FC GERMANIA 1894 im FTV dem FTV 1860 bei.
Der FTV hatte nämlich das kurz zuvor trockengelegte Sumpfgebiet der Sandhöfer Wiesen in Frankfurt-Niederrad langfristig von der Stadt gepachtet und dort eine vorbildliche Sportanlage errichtet, auf der sich die Fußballer des FC Germania 1894 niederließen. Hier fand am 13. Juni 1920 das Endspiel um die deutsche Fußballmeisterschaft vor 30.000 Zuschauern zwischen den beiden fränkischen Rivalen statt, das der 1. FC Nürnberg mit 2:0 gegen die SpVgg Fürth gewann.
In diesen Jahren feierte der FC Germania in den Stadtderbys große Erfolge, als er die beiden großen Frankfurter Konkurrenzvereine FSV (1919) und Eintracht (1921) jeweils mit 5:1 vom Platz fegte. Üblich waren zu jener Zeit auch internationale Freundschaftsspiele auf den heimischen Sandhöfer Wiesen gegen so renommierte Mannschaften wie MTK Budapest, Young Boys Bern, Wacker Leipzig, Wiener AC und Galatasaray Konstantinopel, die der FC Germania alle gewann. Ferner unternahm der Verein im Mai 1922 eine Reise nach Schweden, wo er sich in einem Turnier gegen die besten Mannschaften des Landes durchsetzen konnte und vom schwedischen König Gustav V. höchstpersönlich den Siegerpokal überreicht bekam.
1923 beschloss die Deutsche Turnerschaft die reinliche Scheidung von Turnen und Sport, in deren Konsequenz die Germania sich vom FTV 1860 löste und als 1. FFC Germania 1894 wieder selbständig wurde. Das freundschaftliche Verhältnis zum FTV 1860 blieb aber fortbestehen und die Germania durfte die Sandhöfer Wiesen weiterhin als Heimspielstätte nutzen.

### Nur noch wenige Lichtblicke

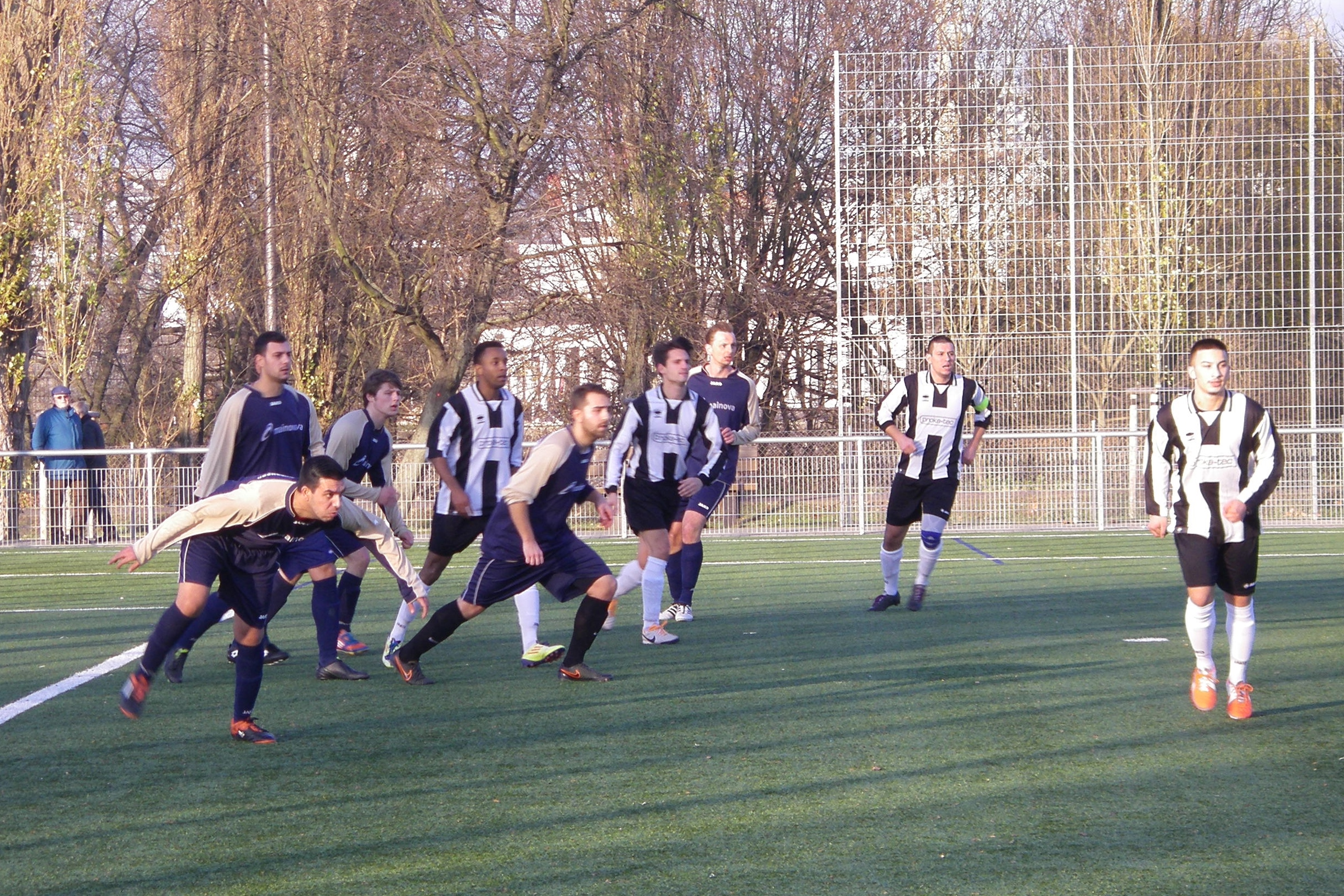
Szene aus einem Sachsenhäuser Nachbarschaftsderby zwischen dem SV Sachsenhausen und dem VfL Germania 1894 (in den schwarz-weiß gestreiften Trikots).

Nach dem Zweiten Weltkrieg ging es mit dem Verein kontinuierlich bergab. Zwar erhielt man als erster Sportverein Hessens wieder eine Lizenz, stieg aber innerhalb von wenigen Jahren zweimal ab und fand sich daher schnell in den Niederungen des Fußballs wieder. Um den rasanten Abwärtstrend zu stoppen, baute der Verein 1955 eine neue Fußball-Mannschaft auf, die vorwiegend aus Spielern des eigenen Nachwuchses (der letztjährigen A-Jugend-Mannschaft) bestand. Die Neuausrichtung trug schnell Früchte, denn bereits 1956 gewann die neu formierte Mannschaft die Meisterschaft der Kreisklasse B Frankfurt-West und schaffte somit den direkten Wiederaufstieg in die Kreisklasse A. Zwar gelang 1963 sogar die kurzfristige Rückkehr in die zweite Amateurliga; doch in den kommenden Jahrzehnten entwickelte die Germania sich zu einer „Fahrstuhlmannschaft“, die zwischen Kreisliga A und B pendelte.
Erstmals 1990 gelang es dem Verein wieder, der Kreisklasse entkommen, als er in die neu geschaffene Bezirksoberliga Frankfurt-West aufstieg. Drei Jahre später, am Ende der Saison 1992/93, stand sogar der Aufstieg in die Landesliga Hessen Süd, zum damaligen Zeitpunkt immerhin die vierthöchste Spielklasse im deutschen Vereinsfußball.
Der erneute Niedergang der Germania begann am 25. April 1997, denn von nun an zog sich der bisherige erste Vorsitzende Werner Brendel, der gleichzeitig auch Hauptsponsor des Vereins war, zunehmend zurück. Am Ende der Saison 1997/98 stand der Abstieg aus der inzwischen nur noch fünftklassigen Landesliga Süd in die sechstklassige Bezirksoberliga. Gleich zu Beginn der Saison 1998/99 setzte ein wahrer Spielerexodus ein und auch der gerade erst neu verpflichtete Trainer Gerhard Ott verließ den Verein nach nur zwei Trainingseinheiten, so dass die Mannschaft geradewegs in die Bezirksliga durchgereicht wurde. Hier von einem weiteren Aderlass betroffen, stieg die Mannschaft am Saisonende 2000/01 in die Kreisliga A ab und bereits ein Jahr später in die Kreisliga B. Vier Abstiege innerhalb von nur vier Jahren bedeuteten das Ende aller Hoffnungen, eventuell einmal Oberliga-Fußball an den Mainwasen bringen zu dürfen. Immerhin gelang wenigstens nach nur einer Spielzeit (2002/03) der direkte Wiederaufstieg in die Kreisliga A Gruppe Süd-Ost, in der die erste Mannschaft des Vereins auch in der Saison 2011/12 vertreten ist. In der Saison 2008/09 hatte man den Aufstieg in die Kreisoberliga Frankfurt geschafft, stieg aber nach nur zwei Jahren wieder ab. In der Saison 2022/23 stieg man erneut in die Kreisoberliga Frankfurt auf.
Die sportliche Heimstätte der Germania ist die Sportanlage Mainwasen in Frankfurt-Sachsenhausen.

## Ehemalige Spieler
Die beiden größten Fußballtalente, die aus dem Verein hervorgegangen sind, waren Fritz Becker und Gerhard Welz.
Der Stürmer Fritz Becker, der am 5. April 1908 in Basel beim ersten Länderspiel einer deutschen Fußballnationalmannschaft gegen die Schweiz (3:5) dabei war und bei diesem Einsatz zwei Tore erzielte, darunter das erste Länderspieltor in der deutschen Fußballgeschichte. Allerdings war Becker zu diesem Zeitpunkt bereits in Diensten des Konkurrenten "FC Frankfurter Kickers 1899", einem der Vorgänger der heutigen Eintracht.
Obwohl zu diesem Zeitpunkt schon in den Niederungen des Fußballs verschwunden, brachte der Verein in den 1960er Jahren mit Gerhard Welz noch ein weiteres Nachwuchstalent hervor. Der später sogar in die deutsche Nationalmannschaft berufene Torhüter verließ 1966 den VfL, um als Fußballprofi seinen Weg zu machen, der ihn bis auf die Position des Stammtorwarts des 1. FC Köln führte.